# Speinshart
Speinshart település Németországban, azon belül Bajorországban. Lakosainak száma 1135 fő (2023. december 31.).

## Népesség
A település népessége az elmúlt években az alábbi módon változott:
| Lakosok száma | 446  | 447  | 953  | 1138 | 1101 | 1112 | 1102 | 1100 | 1128 | 1135 |
|               | 1875 | 1950 | 1975 | 2010 | 2012 | 2013 | 2015 | 2017 | 2021 | 2023 |